# Yady Fernández
Yady Vanessa Fernández  Bravo (Palmira, Colombia, 13 de marzo de 1992) es una ciclista colombiana de ciclismo adaptado en las modalidades de Pista y Ruta. categoría C2. Obtuvo Bronce en la prueba de persecución individual, plata en la prueba 500 metros y Bronce en la Prueba de Ruta de los Juegos Deportivos Paranacionales Bolívar 2019. En el pasado se desempeñó también como futbolista profesional, como delantera de la Selección Canarias (España) del año 2007 al 2011 y Preselección Colombia en el año 2011. 

## Biografía
Yady Vanessa Fernández Bravo antes de ser ciclista era futbolista profesional. 
Su pasión por el fútbol nació a los 6 años. A ella le gustaba mucho el deporte. En ese entonces no sabía si inclinarse por el fútbol o por el atletismo, porque le gustaba correr. Finalmente se decidió por el primero debido su pasión por la pelota y por todo lo que uno podía hacer en ese deporte.   
Cuando su mamá, Selene Bravo,  decidió irse para España a buscar mejores oportunidades de trabajo para sustentar a su única hija después de la muerte de su esposo, Yady se fue a vivir con una tía al Kilómetro 30, y allí nació su pasión por el fútbol. Entonces comenzó a entrenar con un instructor, luego entrenaba en el colegio y después salía a jugar a la cancha. De esa época tiene varias medallas que ganó en el colegio Rafael Núñez, donde estudió. Empezó en el equipo llamado "Kilómetro 30," siempre entrenando con hombres, como la única niña.  
En el año 2005,  a sus 13 años, Yady se fue para las Islas Canarias, donde estaba su mamá, y allí empezó a jugar en un equipo femenino que apenas se estaba conformando, el Unión Deportiva Balos. Como ella no tenía la edad suficiente para estar con las “Senior”( equipo de categoría B,)  entonces jugaba en categoría Infantil. Sin embargo, debido a su talento con el balón había noches en que la llamaban del equipo Senior para que jugara con ellas. En esa época jugaba los partidos del Infantil en la mañana y los del Senior en la noche del mismo día.
Saber que contaban con ella era muy satisfactorio. Sus compañeras del equipo Infantil iban a verla jugar los partidos Senior. En ese equipo dio su primer salto a la Selección Canarias, en la categoría Infantil. Luego en el año 2007 pasó al equipo Playa del Hombre, escuadra en la que jugaba en cancha de sal. Era una categoría más alta, para la que ella no estaba preparada en ese momento. Cambió entonces de equipo al Club Deportivo El Achamán, donde pudo crecer más orgánicamente como futbolista, llegando a formar parte de la Selección Canarias, donde estuvo del año 2007 al 2011.
En el 2010 Yady viajó a Colombia, exactamente a Santander de Quilichao, donde vivía su abuela, y allí ingresó a un equipo de fútbol con la idea de poder continuar entrenando. Aunque nunca jugó en un equipo profesional colombiano, esa experiencia hizo que la viera un entrenador y la convocara para Preselección Colombia Sub-17, en el año 2011. Fue a los entrenamientos y a la preselección pero nunca llegó a jugar un partido oficial. Sin embargo, alcanzó a entrenar con jugadoras destacadas como Yorely Rincón (Inter de Milán), Carolina Pineda (América de Cali), Carolina Arias (Atlético de Madrid), Ingrid Vidal (Club Llaneros),  Carmen Rodallega (Deportivo Cali), “Las Chicas Superpoderosas” de la gloriosa Selección Colombia Femenina de Fútbol que clasificó por primera vez a un Mundial, Alemania 2011. 
Después de eso Yady regresó a las Islas para terminar sus estudios, pues su mamá era una persona muy exigente en ese sentido. En ese tiempo Yady se lesionó el isquión y el menisco de la pierna izquierda, lesión que tuvo que operarse, y de la que se recuperó rápidamente. Debido a su lesión la clasificaron de nuevo en una categoría menor en el equipo y perdió la conexión con la Selección Canarias, donde jugaba el Torneo Nacional Español. 
El 16 de febrero del 2014, a sus 21 años de edad, siendo delantera del Club Deportivo Achamán en Canarias, Yady estuvo involucrada en un siniestro vial en Guayaquil, Ecuador, donde estaba de vacaciones. Esa tarde salió a montar en moto con su primo y un conductor en estado de embriaguez los atropelló. Allí,  perdió su pierna izquierda y su primo Ramiro falleció.  “Perdí una parte importante de mi cuerpo pero no perdí las ganas de vivir.” Dijo ella en la clínica. Estuvo mucho tiempo en el hospital, donde fue sometida a ocho cirugías: Tres para la pierna, dos para reparar órganos internos que quedaron lesionados, y tres transfusiones de sangre.   
Su familia durante ese impase fue fundamental, haciendo esfuerzos como ir a Ecuador a estar con ella en una época en la que no había muchos recursos económicos en casa. Cuando estaba a punto de salir de la hospitalización ella pensaba que lo peor ya había pasado, y estaba lista para recibir su prótesis, porque estaba cansada de usar muletas y quería comenzar a correr, y a hacer deporte. El 13 de marzo de ese mismo año la llamó Gina Parody, en ese entonces directora del Sena, ofreciéndole una prótesis, y todo un equipo de rehabilitación, estadía y manutención en Bogotá, donde ella viajó sin pensarlo a comenzar su proceso. La prótesis que le regalaron, que costaba 73 millones de pesos, le servía para caminar, pero no para hacer deporte. Entonces se hicieron campañas en todas partes, incluyendo sus compañeras del Achemán de Canarias, quienes hicieron una campaña de recolección de tapas de plástico, y varias donaciones que recibió de colombianos en el exterior, para conseguir la prótesis biónica que le permitiría regresar al deporte.
Al principio fue duro regresar a casa. La gente la miraba y se secreteaban, y eso la llenaba de rabia. Pero luego se dio cuenta de que el impacto de la gente se debía a que ella era antes era una figura pública, era futbolista, y entonces comenzó a bajar la guardia. Siempre quiso estar en el momento en el que está hoy en su vida, poder pasar por ese momento difícil y poder estar en la tranquilidad, la paz, la aceptación, quererse mucho y seguir saliendo adelante, porque le hace falta mucho por hacer, dice ella.
El ciclismo entró en la vida de Yady en el año 2015, después de un período de “mentalidad pobre” en el que ella no quería nada y no sabía qué querer de la vida. Yady escogió ciclismo por sobre otros deportes porque le dijeron que con el deporte de las bielas podía viajar por el mundo, pero no sabía que el ciclismo era tan duro, no sabía a qué se iba a enfrentar. Esa dureza hizo que se desmotivara para entrenar, inventaba excusas para no ir a entrenamientos. Pero llegó un momento en que ella misma se sacudió, y comenzó a enfrentar los retos. Comenzó a ir de Palmira a Cerrito, un recorrido de 26 Kilómetros, y empezó a montar en grupo lo cual siempre motiva más. Una vez decidió ejercer el ciclismo con disciplina, en 4 meses ya estaba con Selección Valle. Su primera carrera fue en Bucaramanga,  una carrera muy difícil en la que quedó de segunda tanto en Pista como en Ruta. En el velódromo fue muy duro porque ella era muy novata, y era la primera vez en una pista de pavimento donde temía caerse y salir lesionada. Cuando vio que la llanta se pegaba, como absorbida por el pavimento, tuvo mucha seguridad, y quedó de segunda en la competencia. En esa época estaba compitiendo contra Carolina Munévar de Boyacá, y Leidy Ramírez de Cundinamarca.   
En la actualidad Yady se especializa en 500M y 300M detenidos en la Pista, dada su potencia y velocidad, al igual que se desempeña en las pruebas de Fondo y Contrarreloj en la Ruta. “Quiero ser grande en el ciclismo.” dice Yady. “El ciclismo es como para gente de otra galaxia, y yo quiero ser de otra galaxia también.”  Desde que inició en este deporte, Yady ha estado en más o menos 8 competencias, pues el paraciclismo tiene un calendario muy limitado, 1 o 2 justas por año en la que se incluyen Pista, Ruta y CRI.  “En el paraciclismo aprendí lo que el fútbol no me enseñó, llevar el cuerpo al límite en la competencia, el fútbol es más pasivo tiene intervalos de descanso, como faltas, apoyos con los compañeros mientras que el ciclismo no, depende de uno; aquí es más duro competir, se hace a un solo ritmo. Las ganas de competir no las pierdo y quiero seguir para llegar muy lejos” 
Lo más duro que le ha pasado en el ciclismo fue cuando en el año 2018 le robaron la bicicleta en el parqueadero del Velódromo Alcides Nieto Patiño en Cali. La policía estuvo involucrada en el asunto pero no se llegó a nada. Yady publicó su caso en las redes sociales pidiendo ayuda para reponer su bicicleta y la Gobernadora del Valle a los pocos días le dio una nueva bicicleta con la que ha podido seguir entrenando.
En el 2019 en los Juegos Deportivos Paranacionales participó en la prueba de Ruta en Cartagena, donde obtuvo la medalla de bronce. Fue una carrera dura, pero con buenas sensaciones, porque nunca antes había logrado una diferencia tan corta con sus contendoras Leidy Ramírez y Carolina Munévar. Antes en competencia las diferencias eran de por lo menos de 15 minutos; esta vez la diferencia solo fue de cinco. En la prueba de 500Mts en Pista no ganó, pero obtuvo un gran tiempo y aprendió cuál es la habilidad en la que tiene que trabajar. Además, ese día estaba allí Jaime Silva Barreto, el Gerente de la Comisión Nacional de Paracycling, quien le dijo que la necesitaba en Selección Colombia de esa disciplina. 
En eso llegó la pandemia y el ritmo de entrenamiento cambió. Durante la cuarentena entrenó en casa lo que pudo, sabiendo que hay cosas que solo se pueden entrenar en el velódromo. 
En el año 2020 Yady se prepara para correr en una competencia de Ciclomontañismo por primera vez en su vida, lo cual abre una nueva posibilidad para su carrera ciclística. Además de entrenar, Yady actualmente trabaja con las Escuelas Deportivas para la Paz, de Indervalle, como monitora del programa; su labor consiste en dar charlas motivacionales a la infancia de la región que empieza a encontrar en el deporte otra razón para vivir. Durante la cuarentena, participó en los programas virtuales Ciclovida de Cali para ejercitarse en casa. Este programa se enmarca en la estrategia ‘Activa tu cuerpo en casa’ de la Alcaldía de Santiago de Cali.
Cuando le preguntan sobre la inclusión en la educación, Yady responde: “La inclusión es muy importante, saca a la gente del estado de oscuridad en que puede estar.” En el futuro Yady planea estudiar trabajo social para ayudar a quienes tienen dificultades como aquellas que ella ha tenido que afrontar.

## Palmarés
Trayectoria en el Fútbol
- Pre- Selección Colombia Futbol Femenino- 2011
- Selección Canarias (España) Futbol Femenino 2007 -2010
- Futbol Femenino en la Categoría B Club Deportivo Achamán, Canarias, 2008
- Futbol Femenino en la Categoría B Club Playa del Hombre, Canarias, 2007
- Fútbol Femenino Cadete Unión Deportiva Balos, Canarias, 2006
- Futbol Femenino Infantil Unión Deportiva Balos, Canarias 2005

Paracycling
2019
- Juegos Paranacionales Bolívar 2019
  -  Persecución Individual 3000mts - C2 Femenina Pista[12]
  -  500mts - C2 Femenina Pista[13]
  -  Ruta - C2 Femenina Ruta[14]
- Campeonato Nacional de Paracycling
  -  500mts - C2 Femenina Pista
  -  Ruta - C2 Femenina Ruta
- Campeonato nacional de pista (Cali)

2018
- Campeonato Nacional de Paracycling (Bogotá)[15]
  -   en Pista - C2 Femenina[16]
  -  Ruta - C2 Femenina

2017
- Campeonato Nacional de Paracycling[17]
  -   en Pista - C2 Femenina
  -   Ruta - C2 Femenina

2016
- Campeonato Nacional de Paracycling (Bogotá)
  -   en Pista - C2 Femenina
  -   Ruta - C2 Femenina

2015
- Campeonato Nacional de Paracycling (Bucaramanga)
  -   en Pista - C2 Femenina
  -   Ruta - C2 Femenina